# Valproinsyra

Strukturformel för valproinsyra.

Valproinsyra, systematiskt 2-propylpentansyra, är en karboxylsyra och är ett preparat som använts sedan 1882 (då i mer experimentella behandlingsmetoder). Salter av valproinsyra kallas valproater. Valproinsyra och dess natriumsalt, natriumvalproat, är verksam substans i läkemedlen Orfiril, Absenor och Ergenyl. De används som antiepileptiskt medel vid många olika typer av epilepsi. Medlet används även som stabiliserande läkemedel för personer med bipolär sjukdom liksom vid schizofreni.
Verkningsmekanismen är inte helt klarlagd, men valproinsyra tros påverka signalöverföringen i hjärnan genom att normalisera de kemiska överföringarna mellan nervcellerna. Valproinsyra förstärker effekten av GABA såväl som den förstärker dopaminantagonismen i hjärnans innersta.
Valproat under graviditet har en högre risk för teratogenicitet än andra läkemedel mot epilepsi, och kan orsaka fetalt valproatsyndrom hos fostret.

## Biverkningar
Biverkningar kan förekomma, och eftersom läkemedlet innehåller dopaminstabiliserande ämnen kan koncentrationssvårighet vara en biverkan, men även stelhet, rastlöshet och andra typer av kroppsliga symtom kan förekomma såsom darrningar och i sällsynta fall vid lång behandling även tardiv dyskinesi. De vanligaste biverkningarna är darrningar och illamående.